# Freakshow (2007)
Freakshow is een Amerikaanse film uit 2007 van The Asylum met Christopher Adamson.

## Verhaal
Een bende criminelen is ondergedoken bij een freakshow. Als een van de criminelen vervolgens het plan opvat om van de rijke circuseigenaar te stelen, heeft dat vreselijke gevolgen.

## Rolverdeling
| Acteur              | Personage |
| ------------------- | --------- |
| Christopher Adamson | Lon       |
| Rebekah Kochan      | Lucy      |
| Dane Rosselli       | Hank      |
| Sharon Edrei        | Sherri    |
| McKenna Geu         | Kimmie    |